# Crismó

Aquest símbol es va utilitzar en les monedes i estendards romans

El Crismó (del llatí Christi Monogramma) significa monograma de Crist. Està format per les dues lletres X (khi) i Ρ (ro) superposades (☧ unicode U+2627). És una abreviació del terme grec ΧΡΙΣΤΟΣ (que en llatí donà Christus,–i; Crist) que significa l'ungit. Fins a l'edat mitjana, la inscripció ΧΡISTUS, on es barregen lletres greges i llatines, era usual. També es poden veure, representant Crist, les inicials XP, XPI, XPΣ, XPC i XPS
També es considera Crismó el format per les lletres greges I (iota) i Χ (khi) superposades recordant les inicials de Ἰησοῦς Χριστός (Jesucrist).
De vegades, el pal vertical de la P o de la I, està creuat per un pal horitzontal (P o I), a fi de recordar el patíbul de la Creu on Jesús va ésser crucificat. Així, l'anagrama, pot passar de tenir tres pals (XI) a quatre (XI).
El Crismó es representa sovint acompanyat per les lletres Α i Ω, penjades a la X o del pal horitzontal, una a cada costat, recordant la frase de l'Apocalipsi: Jo soc l'Alfa i l'Omega, el primer i el darrer, el principi i la fi (Ap. 22,13).
També sovint trobarem el Crismó inscrit dins d'una corona de llorer (o un simple cercle) com a símbol de victòria de Crist sobre la mort. Així se sol trobar en els sarcòfags paleocristians.
En el transcurs del temps, aquesta corona se simplificarà en una simple circumferència circumscrita a l'anagrama, formant una roda de sis o vuit radis, amb tota una càrrega simbòlica que això porta.
En les esglésies romàniques, el Crismó se sol situar en els timpans de les portes d'entrada principal, ja que en representar Crist, recorda que: Jo sóc la porta. Si algú entra a través Meu, se salvarà (Jn 10,9).
En el romànic, el Crismó porta de tot: la P (rho), la X (khi), sovin el - (pal horizontal, el patíbul de la Creu), lA (alfa) i lΩ (Omega) i comença a afegir-s'hi la S de XPS, tot inscrit dintre d'un cercle.
En aquesta època, donat que la iconografia es considera docent (la bíblia dels pobres), i és impossible explicar-ne el significat sense parlar de l'alfabet grec, es dissenya al timpà de la catedral de Jaca (situada al mig del camí de Sant Jaume) amb una nova definició escrita al voltant que diu:

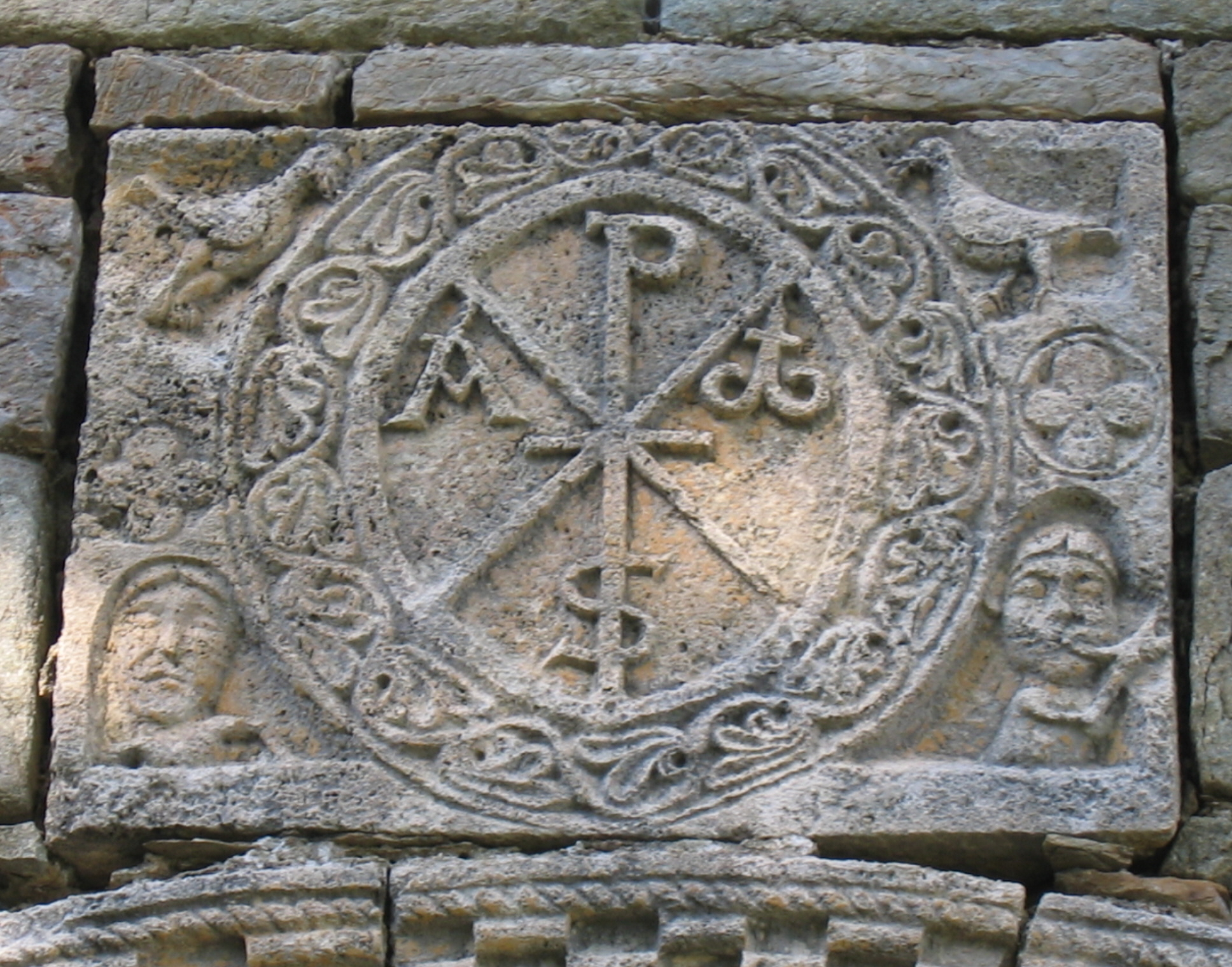
Crismó sobre la façana de Santa Maria de Cóll

HAC IN SCVLPTVRA LECTOR SI GNOSCERE CVRA:
P PATER A GENITVS DUPLEX EST SPS ALMUS:
HII TRES IVRE QVIDEM DOMINVS SVNT VNVS ETP IDEM
Hac in scvlptvra lector sic noscere cvra:
P(e) Pater A Genitvs dvplex es{t} Sp(iritv)s almvs:
Hi{i} tres ivre qvidem dominvs svnt vnvs et idem.
En aquesta escultura, lector, has d'interpretar el següent:
Pe (significa) el Pare; A l'Engendrat (de) doble (natura), S l'Esperit que alimenta.
Aquests tres són en veridat, per dret propi, un únic i mateix Senyor.
Segons això, la P significa el Pare, la AXΩ el Fill (Xristus) i S l'Esperit Sant.
Pel fet que la S s'enrosca com una serp al voltant del pal de la P, s'ha interpretat també com la victòria de Crist (XP) sobre el mal (S, la Serp).
També, a dins dels espais interradials que formen el crismó, s'hi poden dibuixar flors, com en el de Jaca, recordant el Paradís Celestial.
Més tard, a finals del romànic, aquests espais es buiden i s'omplen vitralls, transformant-se així en un Rosetó o Rosassa.
Altres monogrames són: 
- ΙΗΣ, IHС, ΙΗS, JHC i JHS que provenen del nom de ΙΗΣΟΥΣ, Ιησους, Iesus, Jesus, que s'ha interpretat de diverses maneres segons els idiomes : (llatí) Iesus Hominum Salvator (Jesús Salvador d'Homes), In Hoc Signo (Amb aquest signe -el Crismó-, venceràs) i (alemany) Jesus, Heiland, Seligmacher i (Anglès) I Have Suffered o In His Service.
- IC XC, que provenen del nom grec IHCOYC XPICTOC (Jesús Crist) i se sol posar de dos en dos, a cada costat de la Imatge.
- ΙΧΘΥΣ o ἰχθύς o el dibuix d'un peix, que és el seu significat en grec, que són les inicials de la frase grega:
- Ἰησοῦς Χριστός, Θεοῦ Υἱός, Σωτήρ que significa Jesús Crist, fill de Déu, Salvador.
- La Creu o la lletra grega Τ (Tau) recordant que Jesús morí en una creu.
- El Bon Pastor perquè no deixa perdre cap de les seves ovelles (Jn 10, 11-18).
- L'Anyell de Déu (en llati Agnus Dei) perquè treu el pecat del món (Jn 1,29).